# Герберт Бах
Якоб Герберт Бах (нім. Jacob Herbert Bach; 4 лютого 1891, Боппард — 8 травня 1945, Берлін) — німецький юрист, почесний бригадефюрер СС.

## Біографія
Учасник Першої світової війни. В 1918 році склав юридичний іспит. З 1922 року — судовий асесор, з 1930 року — радник окружного суду Берліна-Вайссензе. Член НСДАП (партійний квиток №629 762), СС (посвідчення №34 949) і товариства Лебенсборн. Бах був добровільним юридичним радником 3-го абшніту СС «Шпрее», потім — Генріха Гіммлера. З 1 серпня 1933 року — директор окружного суду Берліна-Мітте, з 26 жовтня 1933 року — Вищого адміністративного суду. З червня 1934 року — президент сенату, з лютого 1935 року — віце-президент Вищого адміністративного суду Пруссії. З травня 1941 року — віце-президент Імперського адміністративного суду: оскільки Бах виносив вироки, які суперечили партійній лінії, він не був призначений президентом суду. Наклав на себе руки.

## Звання
- Унтерштурмфюрер СС (3 вересня 1933)
- Оберштурмфюрер СС (30 січня 1934)
- Гауптштурмфюрер СС (1 травня 1934)
- Штурмбаннфюрер СС (9 листопада 1934)
- Оберштурмбаннфюрер СС (30 січня 1935)
- Штандартенфюрер СС (15 вересня 1935)
- Оберфюрер СС (20 квітня 1937)
- Лейтенант резерву (1 вересня 1939)
- Почесний бригадефюрер СС (30 січня 1941).

## Нагороди
- Залізний хрест 2-го і 1-го класу
- Почесний хрест ветерана війни з мечами (1934)
- Йольський свічник
- Кільце «Мертва голова»
- Почесна шпага рейхсфюрера СС
- Хрест Воєнних заслуг
  - 2-го класу (1943)
  - 1-го класу (1944)